# المعاهد والجمعيات التحليلية النفسية في الولايات المتحدة
المعاهد والجمعيات التحليلية النفسية في الولايات المتحدة غالبًا ما تكون مترابطة، رغم أنه يمكن التمييز بين وظائف المعاهد (خاصة التدريب والتعليم والبحث) ووظائف الجمعيات (أنشطة مهنية أخرى مثل المناصرة وبناء الشبكات). بعض المنظمات التحليلية النفسية المحلية تحمل في أسمائها كلمتي "معهد" و"جمعية"، بينما تستخدم أخرى إحداهما فقط.
المعاهد التحليلية النفسية هي منظمات تُعنى بتدريب المحللين النفسيين والمعالجين النفسيين ذوي التوجه التحليلي، وتوفير التعليم المستمر للمهنيين في الصحة النفسية ذوي التوجه التحليلي، و/أو القيام بأبحاث مستندة إلى التحليل النفسي في مجالات الصحة النفسية أو العلوم الاجتماعية والإنسانية. الجمعيات التحليلية النفسية هي جمعيات مهنية محلية أو إقليمية تضم المحللين النفسيين وأحيانًا مهنيين آخرين ذوي توجه تحليلي نفسي.
قد تكون المعاهد التحليلية النفسية في الولايات المتحدة تابعة لجمعية التحليل النفسي الأمريكي، أو الجمعية الدولية للتحليل النفسي، أو الجمعية الوطنية للنهوض بالتحليل النفسي.
تختلف هذه الجمعيات قليلًا في إرشادات التدريب، مثل مدة وتكرار ما يُعرف بـ"الحالات الخاضعة للإشراف" (مرضى يُحلَّلون نفسيًا كجزء من تدريب المرشح) أو ما يتعلق بالمرشحين أنفسهم. كما أن هذه المنظمات اختلفت تاريخيًا في قواعدها بشأن أنواع المهنيين المسموح لهم بالخضوع لتدريب تحليلي نفسي (فمثلًا، كانت جمعية التحليل النفسي الأمريكية لا تسمح لفترة طويلة إلا للأطباء بالخضوع للتدريب، بينما سمحت الجمعية الدولية لعلم النفس للأخصائيين النفسيين وغيرهم بأن يصبحوا محللين نفسيين). كذلك، اختلفت الجمعيات تاريخيًا في مواقفها تجاه المدارس النظرية المختلفة داخل التحليل النفسي، مثل المدرسة الكلينيانية أو اللاكانية.
وقد تم اعتماد بعض المعاهد التحليلية النفسية من قبل مجلس الاعتماد الأمريكي في التحليل النفسي، وهو الجهة الوحيدة النشطة لاعتماد المعاهد التحليلية النفسية في الولايات المتحدة.

## ملخص
توجد عدة تقاليد فلسفية ونفسية علاجية متصلة بتحليل فرويد النفسي. من بين أكبر هذه المدارس، مدرسة التحليل النفسي اليونغي أو علم النفس التحليلي، المستند إلى أعمال زميل فرويد المبكر وتلميذه السابق كارل غوستاف يونغ. الجمعية الدولية لعلم النفس التحليلي هي الهيئة التنظيمية والاعتماد الدولية لجميع جمعيات ومجموعات علم النفس التحليلي اليونغي، والمتدربين، والتابعين لها. هناك أيضًا، وخصوصًا في أوروبا وأمريكا اللاتينية، مدرسة التحليل النفسي اللاكانية، المستندة إلى أعمال المحلل النفسي الفرنسي جاك لاكان. تأسست الجمعية العالمية للتحليل النفسي عام 1992، وتجمع بين عدد من الجمعيات اللاكانية الإقليمية. بينما قد يستخدم بعض المحللين والمعاهد المرتبطة بجمعية التحليل النفسي الأمريكية أو الجمعية الدولية مفاهيم وتقنيات يونغية أو لاكانية، فإن هذه المدارس أصبحت في الممارسة تقاليد مستقلة نوعًا ما، لها مجلاتها الخاصة، وجمعياتها المهنية، وهيئات اعتمادها الخاصة، وغيرها. 
ونتيجة لذلك، لا تُدرج الجمعيات والمعاهد اليونغية أو اللاكانية هنا إلا إذا كانت مرتبطة أيضًا بجمعية التحليل النفسي الأمريكية أو الجمعية الدولية.
العديد من المعاهد التحليلية النفسية الأمريكية هي مؤسسات تعليمية مستقلة وغير ربحية وصغيرة نسبيًا، مثل معهد التحليل النفسي الحديث في فيلادلفيا، (المعروف سابقًا بمدرسة فيلادلفيا للتحليل النفسي)، وأكاديمية التحليل النفسي السريري والتطبيقي. عدد قليل من هذه المعاهد مرتبط بجامعات كبرى، مثل مركز جامعة كولومبيا للتدريب والبحث في التحليل النفسي، وبرنامج الدراسات بعد الدكتوراه في العلاج النفسي والتحليل النفسي بجامعة نيويورك، ومعهد جامعة إيموري للتحليل النفسي. وهناك عدد صغير من هذه المعاهد يعدّ كليات دراسات عليا معتمدة بشكل مستقل، مثل كلية الدراسات العليا في التحليل النفسي ببوسطن.
من الصعب إعطاء "تاريخ تأسيس" واحد لمعظم المعاهد والجمعيات، إذ بدأ بعضها كمجموعات دراسية مستقلة أو كجهات تابعة لمعاهد أو جمعيات تحليلية نفسية أكثر رسوخًا في مدن أخرى. خضعت أغلبها لعملية اعتماد من قبل جمعية التحليل النفسي الأمريكية و/أو الجمعية الدولية، وهي عملية قد تستغرق سنوات وتتضمن عدة مراحل، من مجموعة دراسية معترف بها، إلى معهد مؤقت، ثم إلى معهد مستقل أو معهد تدريبي. كما أن معظمها تم ترخيصه كمنظمات غير ربحية أو معاهد تعليمية على مستوى الولاية بشكل منفصل عن اعتماد جمعية التحليل النفسي الأمريكية أو الجمعية الدولية. وبالتالي، فإن بعض تواريخ التأسيس تقريبية، وبعض المنظمات لها تواريخ متعددة مهمة.
هناك أيضًا مؤسسات يصعب تصنيفها، ولذا تم استبعادها، مثل عيادة مننغر في هيوستن، وهي برنامج تدريبي بارز في الطب النفسي وعلم النفس السريري مع تقاليد قوية في التدريب على المناهج التحليلية النفسية. كانت عيادة مننغر على صلة وثيقة سابقًا بجمعية توبيكا للتحليل النفسي؛ غير أن العيادة نفسها لا تبدو معترفًا بها كمعهد تحليلي نفسي مستقل من قبل جمعية التحليل النفسي الأمريكية أو الجمعية الدولية، ولا يبدو أن لها جمعية تحليلية نفسية تابعة بشكل صريح حاليًا. معهد رايت في بيركلي، كاليفورنيا، ومعهد رايت في لوس أنجلوس، الذي كان تابعًا له سابقًا ثم أصبح مستقلًا، وكذلك مركز أوستن ريغز في ماساتشوستس، لها تقاليد طويلة في تدريب المعالجين على النهج التحليلي، لكنها غير مرخصة كمعاهد تحليل نفسي.
بعض المعاهد التحليلية النفسية تقدم مسارات دراسية مؤهلة للحصول على ترخيص في التحليل النفسي، لكن ليس جميعها كذلك.

## قائمة
- معهد التحليل النفسي الأمريكي – ثاني أقدم معهد يعمل بشكل مستمر في مدينة نيويورك، وثالث أقدم معهد في الولايات المتحدة، قائم على الفلسفة التطورية التي روجت لها كارين هورناي في التحليل النفسي.
- معهد بيركشاير للتحليل النفسي تأسس عام 2001 في ستوكبريدج، ماساتشوستس.
- المدرسة العليا للتحليل النفسي في بوسطن تأسست عام 1973، وحرمها الرئيسي في بروكلين، ماساتشوستس.
- جمعية ومعهد بوسطن للتحليل النفسي – ثالث أقدم معهد للتحليل النفسي في الولايات المتحدة، تأسس عام 1932 على يد فرانز ألكسندر، وهو مرتبط بكل من الجمعية الأمريكية للتحليل النفسي والرابطة الدولية للتحليل النفسي.
- مركز الدراسات الحديثة للتحليل النفسي – يحمل ترخيصًا رسميًا من مجلس الوصاية في وزارة التعليم بولاية نيويورك، ويُعترف به كمعهد مؤهل للترخيص للأفراد الذين يسعون للحصول على ترخيص محلل نفسي. وهو معتمد من قبل المجلس الأمريكي لاعتماد برامج التحليل النفسي وعضو في الرابطة الوطنية للنهوض بالتحليل النفسي.[7]
- معهد فيلادلفيا الحديث للتحليل النفسي (كان يُعرف سابقًا باسم مدرسة فيلادلفيا للتحليل النفسي حتى تغيّر اسمه عام 2025) – تأسس عام 1971، ويقدم برامج تحليل نفسي حديثة، معتمدة وعبر الإنترنت. وهو معتمد من المجلس الأمريكي لاعتماد برامج التحليل النفسي.
- أكاديمية التحليل النفسي السريري والتطبيقي، تأسست عام 1990، وتقدم برامج تحليل نفسي معتمدة سواء عبر الإنترنت أو بالحضور الشخصي في حرمها بـ ليفينغستون، نيوجيرسي.
- مركز الدراسات التحليلية النفسية في هيوستن، تكساس – بدأ كمجموعة دراسية في منطقة هيوستن-غالفيستون عام 1964 بالتعاون مع معهد نيو أورليانز للتحليل النفسي. منذ عام 1974، بدأ بتقديم تدريب كامل بصفته امتدادًا جغرافيًا للمعهد. حصل على وضع مؤقت في الجمعية الأمريكية للتحليل النفسي عام 1976، ووضع دائم في أيار 1979. لديه علاقات مع كلية بايلور للطب ومركز العلوم الصحية بجامعة تكساس في هيوستن، بالإضافة إلى فروع في أوستن وسان أنطونيو.
- مركز العلاج النفسي والتحليل النفسي في نيوجيرسي https://cppnj.org.
- معهد شيكاغو للتحليل النفسي (كان يُعرف سابقًا بـ معهد التحليل النفسي حتى تغيّر اسمه في أيار 2018) – ثاني أقدم معهد في الولايات المتحدة، تأسس في شباط 1932.
- مركز كليفلاند للتحليل النفسي – تأسس عام 1967.
- مركز جامعة كولومبيا للتدريب والبحث في التحليل النفسي – تأسس عام 1945، ويعد جزءًا من قسم الطب النفسي في كلية الأطباء والجراحين بجامعة كولومبيا.
- معهد دنفر للتحليل النفسي وجمعية دنفر للتحليل النفسي – بدآ في الستينيات، والتحق أول صف تدريبي عام 1968.
- معهد جامعة إيموري للتحليل النفسي في أتلانتا، جورجيا – تابع لكلية الطب بجامعة إيموري، قسم الطب النفسي والعلوم السلوكية، ومرتبط بـ جمعية أتلانتا للتحليل النفسي. معتمد من الجمعية الأمريكية للتحليل النفسي. تأسس المعهد السابق له حوالي عام 1964 وبدأ التدريس عام 1965.
- مركز كانساس الكبرى وتوبيكا للتحليل النفسي في مدينة كانساس، ميزوري.
- مركز هانا بيركنز للتحليل النفسي للأطفال في كليفلاند، أوهايو.
- معهد هارلم العائلي – تأسس في نيويورك عام 1991، يهدف إلى تدريب مرشحين من خلفيات متنوعة، وتقديم دعم نفسي طويل الأمد للشباب والأسر في أحياء نيويورك الأقل خدمة.
- معهد التحليل النفسي المعاصر في لوس أنجلوس – تأسس بين 1990–1991، ويركّز على مناهج معاصرة في التحليل النفسي مثل علم النفس الذاتي والنُهج التفاعلية.
- معهد العلاج النفسي والتحليل النفسي المعاصر في واشنطن العاصمة – أسسه جوزيف ليشتنبرغ وروز ماري سيغالا عام 1994.
- معهد التدريب والبحث في التحليل النفسي في نيويورك – تأسس عام 1958.
- معهد دراسة الذاتية التحليلية – تأسس عام 1987 في نيويورك على يد جورج أتود، جيمس فوسهاج، فرانك لاخمان، وروبرت ستولوروف.
- معهد ومجتمع لوس أنجلوس لدراسات التحليل النفسي – تأسس عام 1970.
- الجمعية الوطنية للتحليل النفسي – أسسها ثيودور رايك في نيويورك عام 1948، ردًا على الجدل حول التحليل النفسي من غير الأطباء. لا تزال تتبع توجّه رايك في التحليل النفسي.
- المركز الجديد للتحليل النفسي في لوس أنجلوس – أُسس عام 2005 بدمج جمعية ومعهد لوس أنجلوس للتحليل النفسي ومعهد وجمعية كاليفورنيا الجنوبية للتحليل النفسي. وهو مرتبط بكل من الجمعية الأمريكية للتحليل النفسي والرابطة الدولية للتحليل النفسي.
- مركز نيوبورت لدراسات التحليل النفسي – بدأ في نيوبورت بيتش، كاليفورنيا عام 1975 على يد الطبيب النفسي لورانس هيدجز، واعتمد كمعهد تعليمي رسمي عام 1983.
- جمعية ومعهد نيويورك للتحليل النفسي – تأسست عام 1911 على يد إبراهام بريل، وهي أقدم منظمة تحليلية نفسية في الولايات المتحدة.
- برنامج الدراسات ما بعد الدكتوراه في العلاج والتحليل النفسي بجامعة نيويورك – أسسه برنارد ن. كالينكوفيتز عام 1961.
- معهد علاقات الموضوعات للعلاج والتحليل النفسي – تأسس عام 1991، ويعتمد منهجه على توسيع مدرسة العلاقات الموضوعية البريطانية. حصل على الترخيص من مجلس نيويورك عام 1993.
- الجمعية الشمالية لولاية كاليفورنيا لعلم النفس التحليلي – مقرها سان أنسيلمو، كاليفورنيا.
- جمعية أوكلاهوما لدراسات التحليل النفسي – تأسست عام 1989.
- مركز أوريغون للتحليل النفسي في بورتلاند، أوريغون.
- معهد نيو إنجلاند الشمالي للتحليل النفسي.
- مركز كاليفورنيا للتحليل النفسي – تأسس في لوس أنجلوس في الثمانينيات، يركّز على أعمال ميلاني كلاين، انضم إلى الرابطة الدولية للتحليل النفسي عام 1989.
- مركز فيلادلفيا للتحليل النفسي – تأسس عام 2000 بدمج جمعية فيلادلفيا للتحليل النفسي ومعهد وجمعية فيلادلفيا للتحليل النفسي. معهد معتمد من الجمعية الأمريكية للتحليل النفسي.
- معهد شمال كاليفورنيا للتحليل النفسي – تأسس عام 1989، وانضم إلى الرابطة الدولية للتحليل النفسي في تموز 2009.
- مركز دراسات العلاج النفسي والتحليل النفسي – يقدم برنامجًا مدته أربع سنوات في التحليل النفسي. تأسس في نيويورك عام 1986، وهو عضو في الرابطة الوطنية للنهوض بالتحليل النفسي.
- معهد سانت لويس للتحليل النفسي.
- مركز سان دييغو للتحليل النفسي.
- مركز سان فرانسيسكو للتحليل النفسي – تأسس عام 1942 باسم جمعية كاليفورنيا للتحليل النفسي، ثم تغيّر لاحقًا إلى جمعية ومعهد سان فرانسيسكو للتحليل النفسي، وفي عام 2007 اندمج مع مؤسسة سان فرانسيسكو للتحليل النفسي التي تأسست عام 1991.
- جمعية ومعهد سياتل للتحليل النفسي – بدأت عام 1946 كمركز تدريب، وأصبحت مستقلة ومعترف بها من الجمعية الأمريكية للتحليل النفسي عام 1964.
- معهد نيو إنجلاند الغربي للتحليل النفسي في نيو هافن، كونيتيكت – تأسس بشكل مبدئي عام 1952، واعترف به رسميًا عام 1956 من قبل الجمعية الأمريكية للتحليل النفسي.
- معهد ويليام ألانسون وايت – تأسس عام 1943 في نيويورك، وكان من مؤسسيه إريك فروم، كلارا تومسون، وانضم إليهم هاري ستاك سوليفان، فريدا فروم-رايخمان، ديفيد ريوخ، وجانيت ريوخ.
- الرابطة الوطنية للنهوض بالتحليل النفسي – تأسست عام 1972 بهدف توحيد مدارس الفكر التحليلي المختلفة وضمان استقلال وتقدم واعتراف واستدامة مهنة التحليل النفسي.
- المجلس الأمريكي لاعتماد برامج التحليل النفسي – تأسس عام 1997 من أجل الفصل بين وظائف الاعتماد ووظائف الجمعيات. وعلى مدى 25 عامًا تقريبًا، يعمل بشكل مستقل على تعزيز الجودة وتقييم واعتماد البرامج التدريبية التحليلية النفسية المتنوعة. البرامج التي تفي بمعاييره تصبح أعضاء معتمدين في جمعية معاهد التحليل النفسي.

## قراءة إضافية
- Hale، Nathan G. Jr. (1995). The rise and crisis of psychoanalysis in the United States: Freud and the Americans, 1917–1985. Freud in America. نيويورك: دار نشر جامعة أكسفورد. ج. 2. ISBN:978-0-1950-4637-3. LCCN:94178643. OCLC:753141830. OL:1188476M – عبر أرشيف الإنترنت.
- Jacoby، Russell (1983). The Repression of Psychoanalysis: Otto Fenichel and the Political Freudians. نيويورك: Basic Books. ISBN:0-4650-6916-9. LCCN:83070756. OL:21456665M – عبر أرشيف الإنترنت.
- Kirsner، Douglas (2000). [[[:قالب:GBurl]] Unfree Associations: inside psychoanalytic institutes]. لندن: Process Press. ISBN:978-1-8992-0912-5. OL:8729341M. {{استشهاد بكتاب}}: تحقق من قيمة |مسار= (مساعدة)
- Lewin، Bertram D.؛ Ross، Helen (1960). Psychoanalytic education in the United States. نيويورك: W. W. Norton & Co.
- Mitchell، Stephen A.؛ Harris، Adrienne (2004). "What's American About American Psychoanalysis?". Psychoanalytic Dialogues. ج. 14 ع. 2: 165–191. DOI:10.1080/10481881409348781. S2CID:145199715. مؤرشف من الأصل في 2022-05-20.

## روابط خارجية
- معاهد التدريب المعتمدة – APsaA